# Jean Rupp
Jean-Édouard-Lucien Rupp (ur. 13 października 1905 w Saint-Germain-en-Laye, zm. 28 stycznia 1983 w Rzymie) – francuski biskup katolicki. Święcenia kapłańskie przyjął w 1934, w 1954 mianowany przez papieża Piusa XII biskupem pomocniczym ordynariatu obrządków wschodnich. W roku 1962 został mianowany biskupem diecezji Monako. W 1971 został mianowany arcybiskupem tytularnym Dionysiopolis i powołany na stanowisko nuncjusza apostolskiego w Iraku, zaś 4 lata później został przeniesiony do nuncjatury w Kuwejcie. W latach 1978–1980 pełnił funkcję Stałego Obserwatora Stolicy Apostolskiej przy ONZ w Genewie. 5 lipca 1980 przeszedł na emeryturę, zmarł trzy lata później. Brał udział we wszystkich czterech sesjach Soboru watykańskiego II.